# Eindruckverfahren
|                                          | Dieser Artikel wurde im Portal Werkstoffe zur Verbesserung eingetragen. Hilf mit, ihn zu bearbeiten, und beteilige dich an der Diskussion! |
| Vorlage:Portalhinweis/Wartung/Werkstoffe | |

Das Eindruckverfahren nach DIN SPEC 4864 gilt als standardisiertes Verfahren zur Ermittlung der {\textstyle \mathrm {R} _{p0,2}^{I}}-Vergleichsdehngrenze und der Vergleichszugfestigkeit {\textstyle \mathrm {R} _{m}^{I}} zum Zugversuch. Basierend auf der plastischen Deformation eines Eindrucks, der durch eine Prüfspitze und eine definierte Last erzeugt wird, werden durch Berechnung die mechanischen Eigenschaften von Metallen bestimmt. Das Eindruckverfahren gehört als Prüfverfahren zu den mechanischen Prüfverfahren der Werkstoffprüfung und gilt als alternative Möglichkeit zum Zugversuch und als Erweiterung zur klassischen Härteprüfung. Es vereinfacht den bisher üblichen Weg von der Probenvorbereitung über die Durchführung des Versuches bis hin zur Ergebnisauswertung zur Erlangung von wichtigen mechanischen Kennwerten deutlich. Die Fließkurve (Spannung gegen plastische Dehnung) stellt das Ergebnis aus dem Eindruckverfahren nach DIN SPEC 4864 (siehe Abbildung unten) dar:
Die Besonderheit bei diesem Prüfverfahren ist die Berücksichtigung der plastischen Deformation oberhalb der Probenoberfläche bzw. der sogenannte „Materialaufwurf“ oder das „Pile Up“. Dieser verhält sich charakteristisch in der geometrischen Ausprägung für die mechanischen Eigenschaften eines Metalls. Durch eine inverse FEM-Berechnung und einen Optimierungsalgorithmus ist das Verfahren in Lage aus dem Materialeindruck eine Fließkurve bzw. die technische Spannungs-Dehnungs Kurve und die  {\textstyle \mathrm {R} _{p0,2}^{I}}-Vergleichsdehngrenze und die Vergleichszugfestigkeit {\textstyle \mathrm {R} _{m}^{I}} zum Zugversuch zu ermitteln.
Definition Materialaufwurf: „Als Materialaufwurf wird eine Erhöhung der Probenoberfläche bezeichnet, welche sich aufgrund der Materialverdrängung durch Krafteinwirkung des Eindringkörpers außerhalb der Kontaktzone von Eindringkörper und Probe bildet.“ (Quelle: DIN SPEC 4864)
Das Eindruckverfahren dient der Werkstoffprüfung als Alternative zum Zugversuch und als Erweiterung zur Härteprüfung. Unter anderem werden folgende Ziele erreicht:
- zerstörungsarme, kosteneffiziente, zügige und lokale Prüfung von Bauteilen und Proben
- Möglichkeit zur Prüfung kleiner Bauteile und Proben
- Vermeidung aufwendiger Probenvorbereitung und Zerstörung von Bauteilen durch das Fertigen von Zugproben
- Vermeidung von Umwertungen der Härte in die Zugfestigkeit {\textstyle \mathrm {R} _{m}} bei in der DIN EN ISO 18265 nicht genannten Werkstoffen

Zur korrekten Durchführung des Eindruckverfahrens gilt die „DIN SPEC 4864“. Sie ist im November 2019 durch den Beuth-Verlag veröffentlicht worden.